# Matsumoto
Matsumoto (jap. 松本市 Matsumoto-shi) – miasto w Japonii, w prefekturze Nagano, w środkowej części wyspy Honsiu.

## Położenie
Miasto leży w zachodnio-środkowej części prefektury, graniczy z miastami:

- Okaya
- Azumino
- Shiojiri
- Ueda
- Ōmachi
- Takayama

## Gospodarka
W mieście rozwinął się przemysł jedwabniczy, chemiczny, maszynowy, elektrotechniczny oraz drzewny.

## Historia
Miasto otrzymało prawa miejskie 1 maja 1907 roku.

## Miasta partnerskie
- Fujisawa
- Grindelwald
- Himeji
- Katmandu
- Langfang
- Salt Lake City
- Takayama

## Galeria

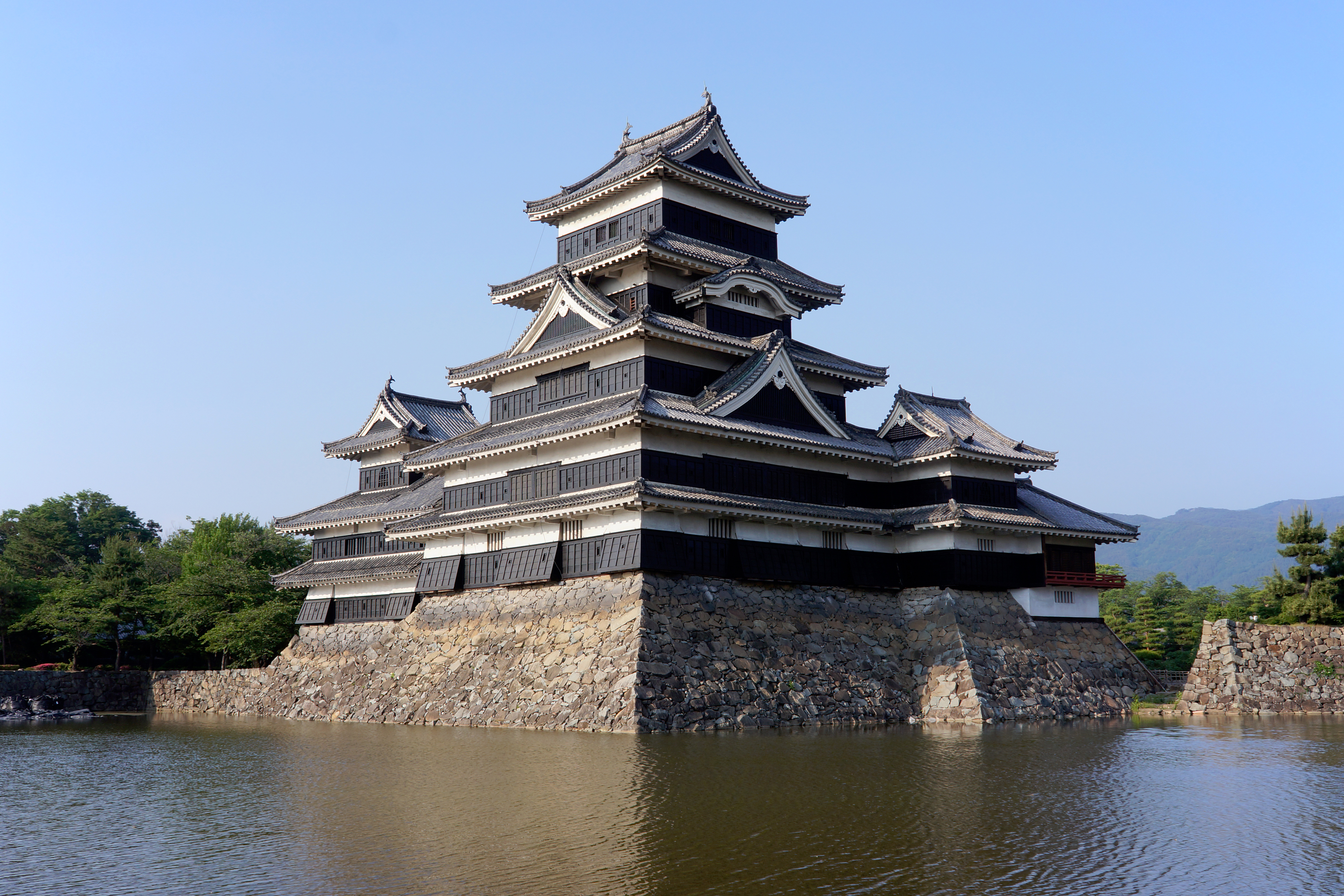
Zamek Matsumoto
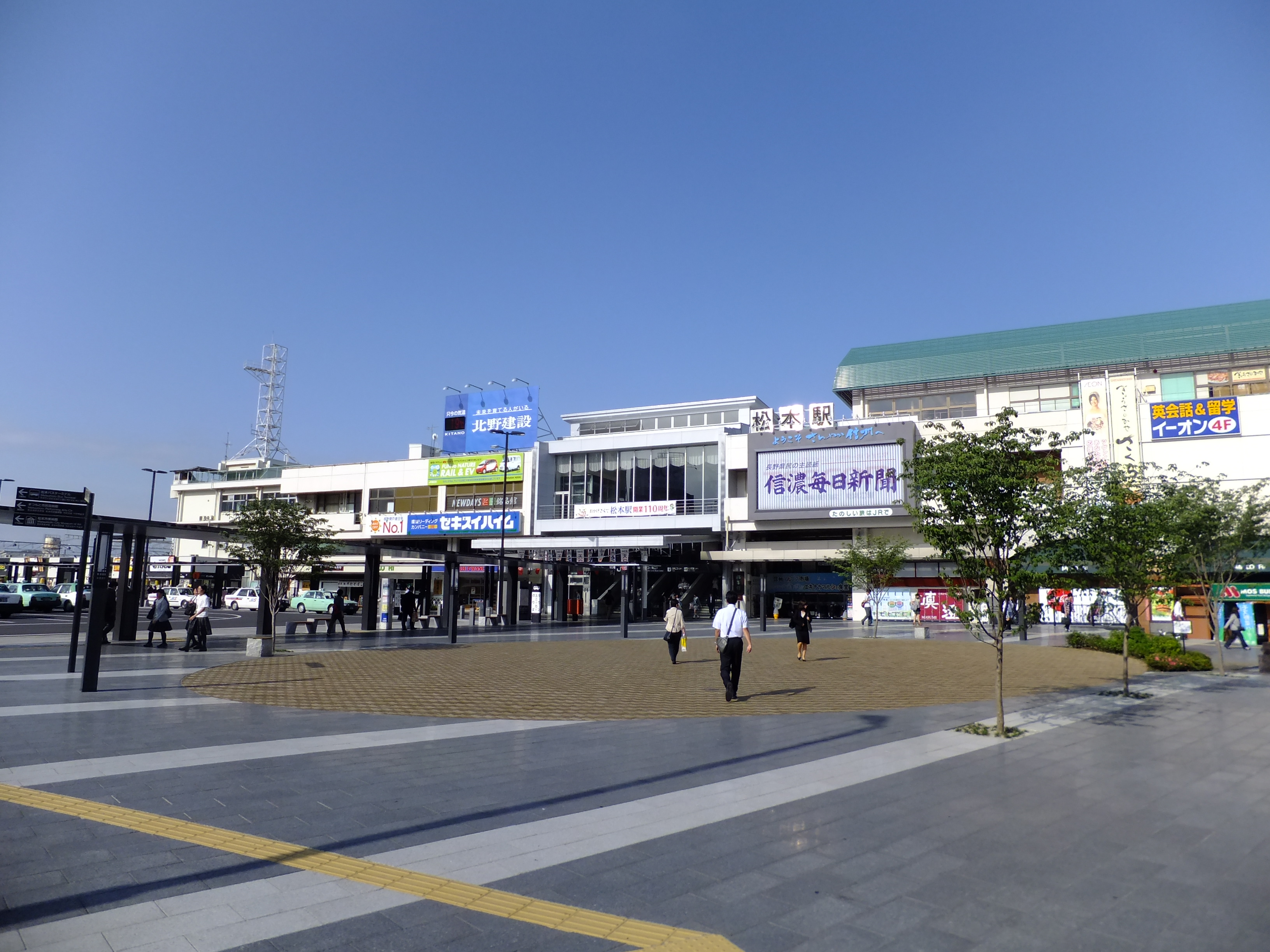
Dworzec kolejowy
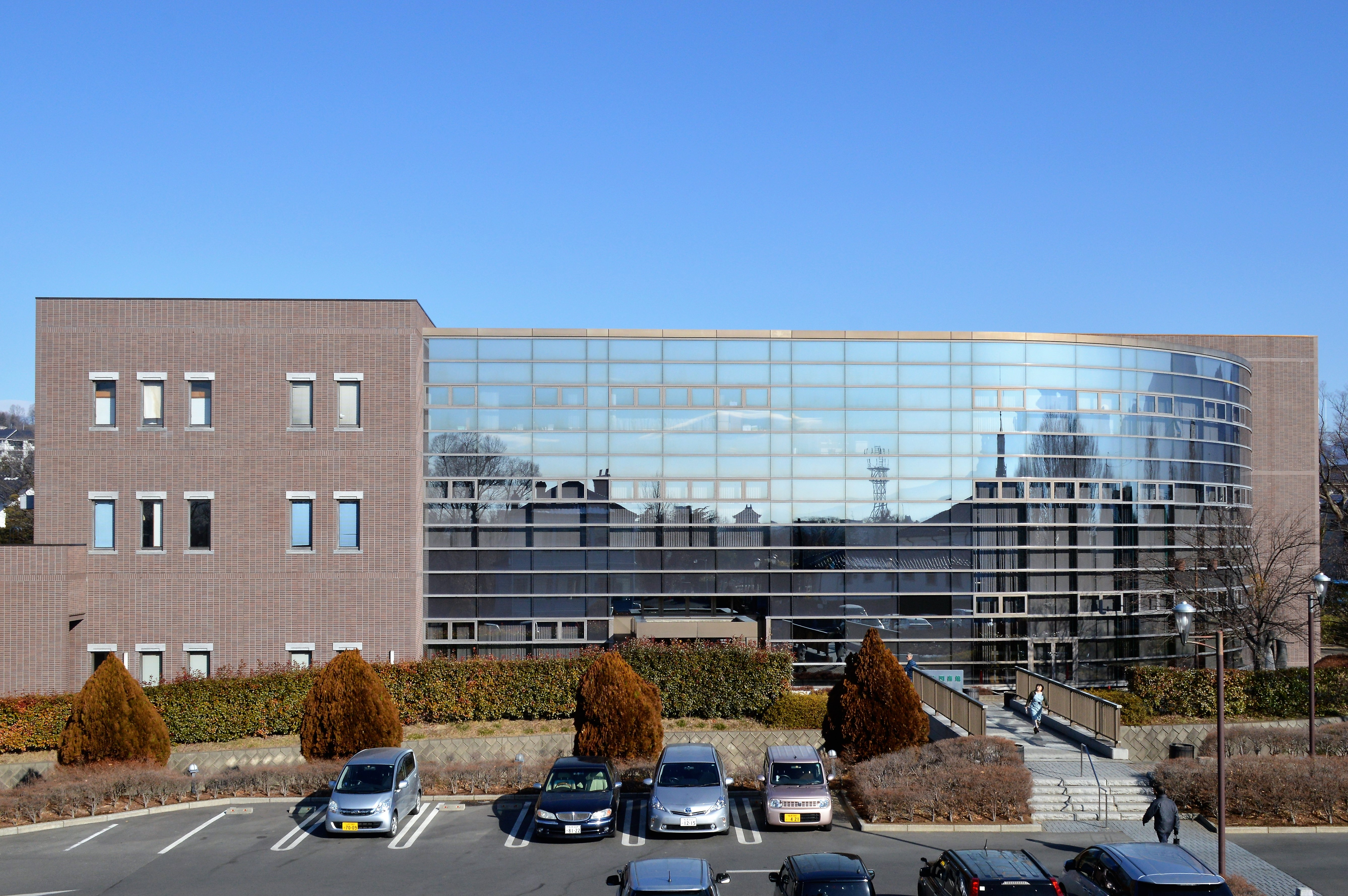
Biblioteka Centralna
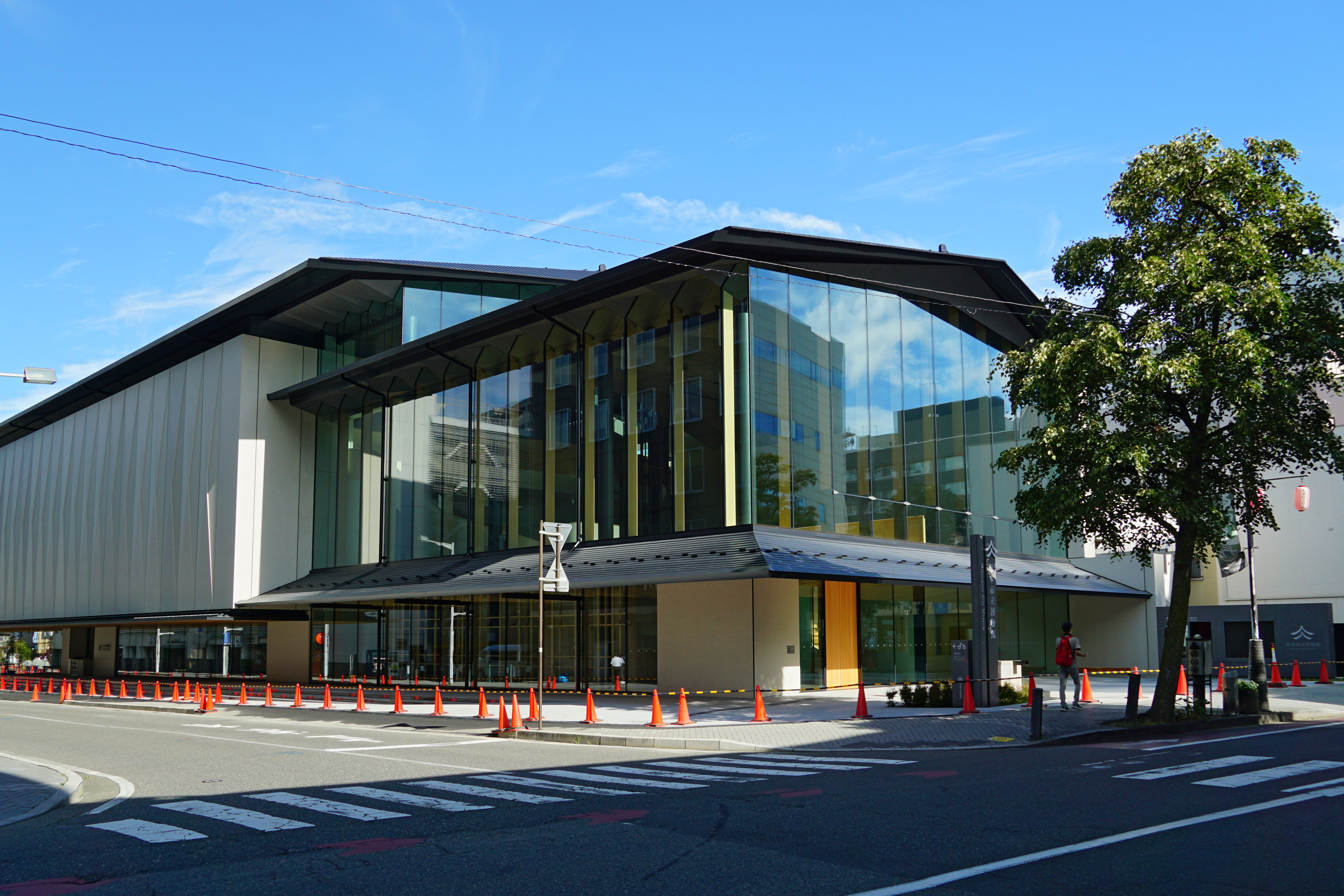
Muzeum Miasta Matsumoto
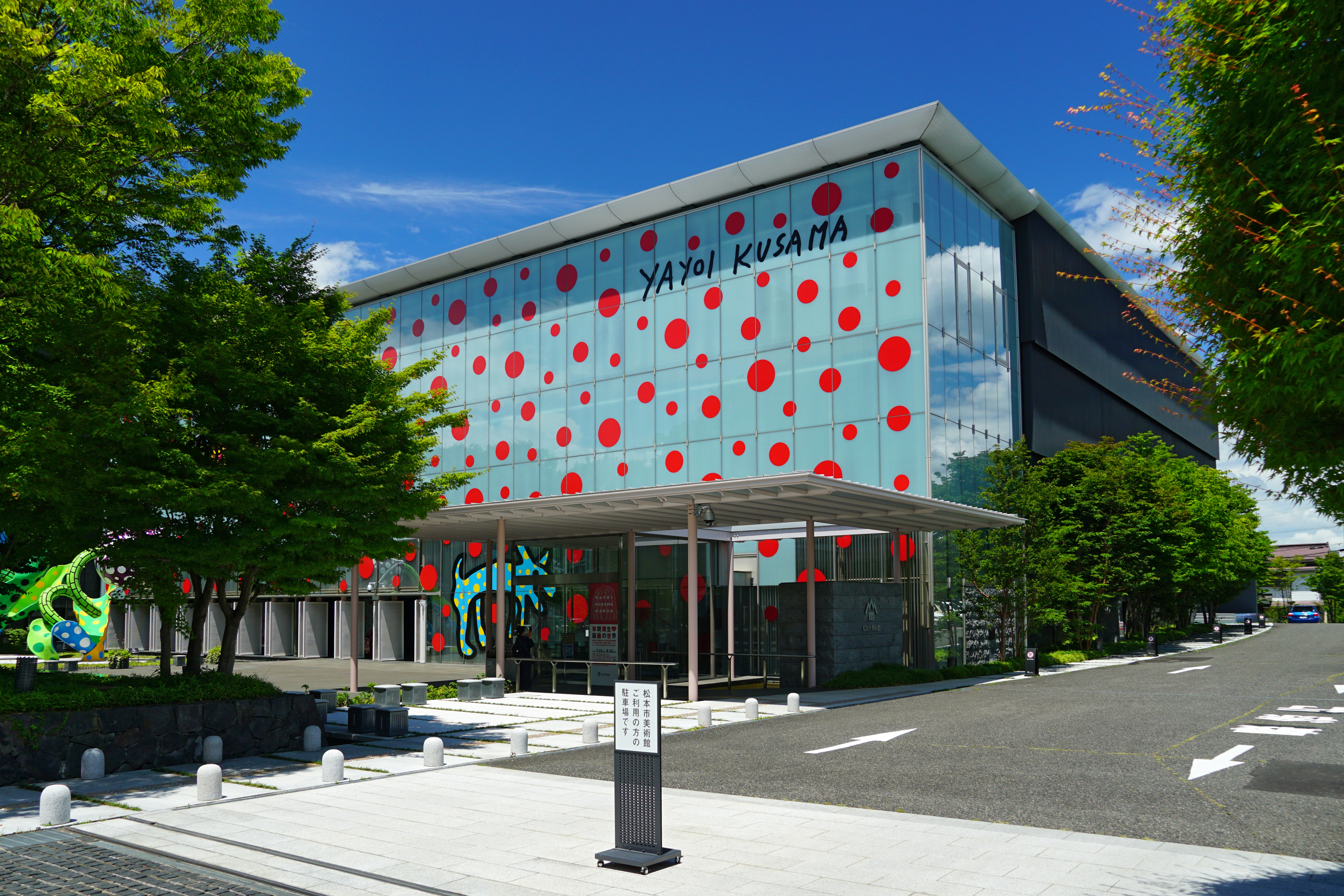
Galeria Sztuki Miasta Matsumoto